# گاورتپه
گاور تپه مربوط به هزاره سوم قبل از میلاد است و در زنجان، حاشیه رودخانه قزل اوزن واقع شده و این اثر در تاریخ ۱۹ اردیبهشت ۱۳۵۲ با شمارهٔ ثبت ۱۴۳۶ به‌عنوان یکی از آثار ملی ایران به ثبت رسیده است.